# فرنسيسكو كول غارسيا
فرنسيسكو كول غارسيا (بالإسبانية: Francisco Coll)‏ هو ملحن إسباني، ولد في 1985 في بلنسية في إسبانيا.

## وصلات خارجية
- فرنسيسكو كول غارسيا على موقع ميوزك برينز (الإنجليزية)